# Sunset Beach, Kalifornien
Sunset Beach är en ort i Orange County i delstaten Kalifornien, USA.